# Vorspiel zum Krieg
Vorspiel zum Krieg oder Auftakt zum Krieg ist ein US-amerikanischer Propagandafilm über den Eintritt der Vereinigten Staaten in den Zweiten Weltkrieg aus dem Jahr 1942.

## Inhalt
Der Film wurde zuerst als Informationsfilm für die US-Armee, später auch für die amerikanische Öffentlichkeit genutzt, um dem damals in der amerikanischen Bevölkerung noch weit verbreiteten Isolationismus entgegenzuwirken. Er sollte der amerikanischen Öffentlichkeit die Gründe für die Beteiligung der USA am Zweiten Weltkrieg und die Beantwortung der Frage „Why we fight“ (Warum wir kämpfen) zeigen. Dabei wird zwischen den beiden Kriegsparteien unterschieden, indem die Alliierten als „Freie Welt“ (USA, Britisches Empire, Sowjetunion) und die Achsenmächte als „Welt der Sklaven“ (Deutschland, Italien, Japan) bezeichnet werden. Im Film wird der von Amerika nach dem Ersten Weltkrieg praktizierte Isolationismus als Fehler bezeichnet. Des Weiteren sei es ein Fehler gewesen, dass die USA nie dem Völkerbund beigetreten sind. Dadurch, dass sich die USA aus dem Weltgeschehen herausgehalten haben, hätten sich in Deutschland, Italien und Japan Diktaturen bilden können. Diese „Welt der Sklaven“ habe nun den Zweiten Weltkrieg ausgelöst, um die gesamte Welt, inklusive Amerika, zu erobern. Darum sei es nun Aufgabe der „Freien Welt“, sie davon abzuhalten. Der Film wirbt hierbei für den Interventionismus als neue Grundlage der US-Außenpolitik.
Der Film bildete damit auch den Auftakt zu Capras Why-We-Fight-Filmreihe.
Zu den dargestellten Feindbildern gehören unter anderem der Italiener Benito Mussolini, die Deutschen Adolf Hitler, Joseph Goebbels, Hermann Göring, Rudolf Heß, Robert Ley, Walter Darré, Otto Dietrich, Hans Frank sowie der Japaner Matsuoka Yōsuke.

## Auszeichnungen
Der Film erhielt bei der Oscarverleihung 1943 neben drei weiteren Filmen den Oscar für den besten Dokumentarfilm sowie den New York Film Critics Circle Award für den besten Dokumentarfilm.